# CD Lugo
Club Deportivo Lugo, S.A.D. este un club de fotbal din Lugo, Galicia, Spania, care evoluează în Segunda División. Clubul a fost fondat în 1953 și susține meciurile de acasă pe Anxo Carro care are o capacitate de 8.000 de locuri.

## Lotul actual de jucători (2017-2018)
La 5 septembrie 2017
| Nr. |           | Poziție | Jucător                                                 |
| --- | --------- | ------- | ------------------------------------------------------- |
| 1   | Spania    | P       | Juan Carlos                                             |
| 2   | Camerun   | F       | Serge Leuko                                             |
| 3   | Ucraina   | F       | Vasyl Kravets                                           |
| 4   | Spania    | F       | Josete                                                  |
| 5   | Spania    | M       | Carlos Pita (captain)                                   |
| 6   | Spania    | F       | Bernardo Cruz                                           |
| 7   | Spania    | M       | Adrià Carmona                                           |
| 8   | Spania    | M       | Fernando Seoane (2nd captain)                           |
| 9   | Spania    | A       | Mario Barco                                             |
| 10  | Spania    | M       | Antonio Campillo                                        |
| 11  | Spania    | M       | Fede Vico                                               |
| 12  | Nigeria   | M       | Ramon Azeez                                             |
| 13  | Spania    | P       | Roberto (4th captain)                                   |
| 14  | Argentina | A       | Francisco Fydriszewski (on loan from Newell's Old Boys) |

| Nr. |          | Poziție | Jucător                                   |
| --- | -------- | ------- | ----------------------------------------- |
| 15  | Spania   | F       | Luis Ruiz                                 |
| 16  | Spania   | A       | Cristian Herrera                          |
| 17  | Spania   | F       | Luis Muñoz (on loan from Málaga)          |
| 18  | Uruguay  | A       | Nicolás Albarracín (on loan from Peñarol) |
| 19  | Paraguay | A       | Sergio Díaz (on loan from Real Madrid)    |
| 20  | Spania   | F       | Ignasi Miquel                             |
| 21  | Spania   | M       | Sergio Gil                                |
| 22  | Spania   | F       | Edu Campabadal                            |
| 23  | Spania   | M       | Guille Donoso                             |
| 24  | Spania   | M       | Iriome (3rd captain)                      |
| 26  | Spania   | P       | Pablo Cacharrón                           |
| 27  | Spania   | F       | Pedro López                               |
| 28  | Spania   | A       | Dani Escriche                             |